# Der neue Coach
Der neue Coach (Originaltitel: Pilot) ist eine Emmy-nominierte Episode der US-amerikanischen Fernsehserie Friday Night Lights. Als erste Episode der ersten Staffel bildet sie den Serienbeginn. Die Erstausstrahlung erfolgte am 3. Oktober 2006 auf NBC. In Deutschland lief die Folge erstmals am 29. Januar 2009 auf TNT Serie.

## Handlung
Der American-Football-Trainer Eric Taylor lebt mit seiner Familie in Dillon, Texas, wo er nach sechs Jahren zum Head Coach des örtlichen Footballteams, den Dillon Panthers, befördert wird. In dieser Position begegnet er einem starken öffentlichen Druck, da die Bewohner von Dillon einen Sieg und einen Meistertitel erwarten, insbesondere da die Panthers den Quarterback Jason Street, der als bester Quarterback des Landes gilt, im Team haben. Das erste Spiel der Panthers ist ein Heimspiel gegen die Westerby Chaps. Nach einer ausgeglichenen ersten Hälfte steht es 14:14, doch die Panthers beginnen in der zweiten Hälfte schwach zu spielen und geraten in einen 14:24-Rückstand. Beim Versuch das Spiel zu drehen wirft Street eine Interception, bei dessen Return Street einen Tackle setzt. Er erzwingt dabei zwar einen Fumble, der von den Panthers erobert werden kann, bleibt aber selbst regungslos am Boden liegen. Er wird deshalb mit Verdacht auf eine Rückenmarksverletzung ins örtliche Krankenhaus gebracht und Ersatzquarterback Matt Saracen, der zuvor nie auf seiner eigentlichen Position gespielt hat, ersetzt ihn auf dem Spielfeld. Saracen kann trotz Anfangsschwierigkeiten die Panthers noch zu einem Sieg führen. Die Freude über diesen Sieg wird jedoch durch die Sorge um Street getrübt.

## Rezeption

### Einschaltquoten
Bei seiner Erstausstrahlung am 3. Oktober 2006 auf NBC sahen 7,17 Millionen Menschen die Episode. Dies war das schlechteste Ergebnis einer Serienpremiere in der Fernsehsaison 2006/07. Die Fox-Sitcom Happy Hour schnitt mit 6,965 Millionen Zuschauern zwar noch schlechter ab, deren Premiere fand jedoch vor dem offiziellen Beginn der Fernsehsaison, die am 18. September 2006 war, statt. Zählt man die Serie trotzdem hinzu, so war es in dieser Saison immer noch die schlechteste Premiere einer Dramaserie. Als Grund für das schlechte Abschneiden wird der Sendeplatz genannt, da die Episode unter anderem mit Navy CIS und Dancing with the Stars konkurrierte und hinter diesen beiden die drittmeist gesehene Sendung in diesem Zeitfenster war.

### Kritik
Die Episode erhielt überwiegend positive Kritiken.
Virginia Heffernan bezeichnete in der New York Times die Episode als künstlerisch herausragend und lobte die Darstellung von Chandler, Porter und Britton.
Tom Shales sagte in der Washington Post, dass die Episode gelungen sei und andeute, dass die Serie eine der Besten des Jahres werde. Er kritisierte jedoch die Kameratechnik, welche er als zu verwackelt bezeichnet.
Sonia Saraiya schrieb im A. V. Club, dass sie die Episode mehr an ein langes Musikvideo, als an ein NBC-Drama erinnere. Sie lobte die Einführung der Charaktere.
Colin Moriarty sah die Episode für IGN. Er meinte, dass die Besetzung viel zu alt für ihre Rollen sei und die Serie so an Glaubhaftigkeit verliere, zudem nehme sich die Serie zu ernst.

### Auszeichnungen
Peter Berg wurde für seine Regie in der Kategorie Outstanding Directing for a Drama Series für einen Emmy nominiert. Conrad M. Gonzalez, Keith Henderson und Stephen Michael gewannen für ihren Schnitt einen American Cinema Editors Awards. Linda Lowy wurde für das Casting in der Kategorie Best Dramatic Pilot Casting für einen Artios Award nominiert. Rick Dalby bekam eine Nominierung in der Kategorie Outstanding Color Grading – Television für den Hollywood Post Alliance Awards für ihre Leistungen in der Farbkorrektur.

## Soundtrack
| Titel                                      | Interpret             |
| ------------------------------------------ | --------------------- |
| Yee Haw                                    | Jake Owen             |
| Remember Me As A Time Of Day               | Explosions in the Sky |
| New Friend Request                         | Gym Class Heroes      |
| Debra                                      | Beck                  |
| Black Betty                                | Ram Jam               |
| Gold Lion                                  | Yeah Yeah Yeahs       |
| Louie Louie                                | The Kingsmen          |
| Nine Thou (Grant Mohrman Superstars Remix) | Styles of Beyond      |
| Raise Up                                   | Saliva                |
| Your Hand in Mine                          | Explosions in the Sky |